# Norská pobřežní správa
Norská pobřežní správa (norsky Kystverket) je norská vládní agentura odpovědná za infrastrukturu vodní dopravy podél 92 000 km pobřeží Norska. Je odpovědná za pobřežní navigační infrastrukturu, lodivody a přístavy a přístavní infrastrukturu včetně majáků. Agentura je vedena pobřežním ředitelstvím (Kystdirektoratet) a je podřízena ministerstvu dopravy. Hlavní kancelář je v Ålesund (od roku 2007 nese název pobřežní ředitelství) a v dalších pěti regionálních kancelářích Arendal, Haugesund, Ålesund, Kabelvåg a Honningsvåg.

## Historie
Správa vznikla v roce 1974 sloučením ředitelství přístavů v Norsku, námořního pilotního (lodivodního) úřadu a Norské navigační správy. V roce 1981 byl reorganizován do pěti regionálních úřadů v Arendale, Haugesundu, Ålesundu, Kabelvågenu a Honningsvågenu. V roce 2002 bylo ústředí přesunuto z Oslo do města Ålesund a v roce 2006 se oddělila stavební divize (Secora) a stala se samostatnou společností s ručením omezeným, která je podřízena ministerstvu obchodu a průmyslu. Námořní radiový provoz zabezpečuje Telenor Maritime Radio. V Hortenu byla zřízena havarijní služba.
Pobřežní správa disponuje deseti většími a třemi pomocnými loděmi, kterými zabezpečuje např. výstavbu, údržbu, provoz navigačních zařízení, majáků a dalších zařízení.
Seznam majáků ve správě společnosti.